# Slavošov (Povrly)
Slavošov (německy Slabisch) je malá vesnice, část obce Povrly v okrese Ústí nad Labem. Nachází se asi 6,5 kilometrů severozápadně od Povrlů.
Slavošov je také název katastrálního území o rozloze 1,8 km².

## Historie
První písemná zmínka o vesnici pochází z roku 1456.

## Obyvatelstvo
Při sčítání lidu v roce 1921 zde žilo 91 obyvatel (z toho 41 mužů) německé národnosti a římskokatolického vyznání. Podle sčítání lidu z roku 1930 měla vesnice 101 obyvatel: sto Němců a jednoho cizince. Kromě jednoho člověka bez vyznání byli římskými katolíky.
|           | 1869 | 1880 | 1890 | 1900 | 1910 | 1921 | 1930 | 1950 | 1961 | 1970 | 1980 | 1991 | 2001 | 2011 |
| --------- | ---- | ---- | ---- | ---- | ---- | ---- | ---- | ---- | ---- | ---- | ---- | ---- | ---- | ---- |
| Obyvatelé | 125  | 110  | 97   | 94   | 97   | 91   | 101  | 55   | 35   | 34   | 25   | 22   | 38   | 39   |
| Domy      | 20   | 20   | 20   | 20   | 20   | 20   | 20   | 20   | 5    | 5    | 8    | 9    | 9    | 10   |